# Gustavo Assunção
Gustavo Enrique Giordano Amaro Assunção da Silva, noto semplicemente come Gustavo Assunção (San Paolo, 30 marzo 2000), è un calciatore brasiliano, centrocampista dell'AVS.

## Caratteristiche tecniche
È un mediano di grande corsa e sostanza, tra le sue qualità spicca soprattutto la visione di gioco.

## Carriera
Cresciuto nel settore giovanile dell'Atlético Madrid, il 1º luglio 2019 è stato ceduto in prestito al Famalicão. Ha esordito il 3 agosto seguente disputando l'incontro di Taça da Liga perso 2-0 contro il Covilhã.
Il 3 settembre 2024 viene acquistato dall'AVS.

## Statistiche

### Presenze e reti nei club
Statistiche aggiornate al 16 marzo 2024.
| Stagione         | Squadra          | Campionato       | Campionato | Campionato | Coppe nazionali | Coppe nazionali | Coppe nazionali | Coppe continentali | Coppe continentali | Coppe continentali | Altre coppe | Altre coppe | Altre coppe | Totale | Totale | Totale |
| Stagione         | Squadra          | Comp             | Pres       | Reti       | Comp            | Pres            | Reti            | Comp               | Pres               | Reti               | Comp        | Pres        | Reti        | Pres   | Reti   |        |
| ---------------- | ---------------- | ---------------- | ---------- | ---------- | --------------- | --------------- | --------------- | ------------------ | ------------------ | ------------------ | ----------- | ----------- | ----------- | ------ | ------ | ------ |
| 2019-2020        | Famalicão        | PL               | 30         | 0          | CP+CdL          | 6+1             | 0               | -                  | -                  | -                  | -           | -           | -           | 37     | 0      |        |
| 2020-2021        | Famalicão        | PL               | 26         | 1          | CP+CdL          | 2+0             | 0               | -                  | -                  | -                  | -           | -           | -           | 28     | 1      |        |
| lug.-ago. 2021   | Famalicão        | PL               | 2          | 0          | CP+CdL          | 0+2             | 0               | -                  | -                  | -                  | -           | -           | -           | 4      | 0      |        |
| 2021-gen. 2022   | Galatasaray      | SL               | 2          | 0          | CT              | 0               | 0               | UCL+UEL            | 0+0                | 0                  | -           | -           | -           | 2      | 0      |        |
| gen.-giu. 2022   | Famalicão        | PL               | 12         | 0          | CP+CdL          | 0+0             | 0               | -                  | -                  | -                  | -           | -           | -           | 12     | 0      |        |
| 2022-2023        | Famalicão        | PL               | 22         | 1          | CP+CdL          | 3+2             | 0               | -                  | -                  | -                  | -           | -           | -           | 27     | 1      |        |
| 2023-2024        | Famalicão        | PL               | 15         | 0          | CP+CdL          | 1+0             | 0               | -                  | -                  | -                  | -           | -           | -           | 16     | 0      |        |
| Totale Famalicão | Totale Famalicão | Totale Famalicão | 107        | 2          |                 | 17              | 0               |                    | -                  | -                  |             | -           | -           | 124    | 2      |        |
| Totale carriera  | Totale carriera  | Totale carriera  | 109        | 2          |                 | 17              | 0               |                    | 0                  | 0                  |             | -           | -           | 126    | 2      |        |